# Lost!
«Lost!» és el tercer senzill de l'àlbum Viva la Vida or Death and All His Friends, quart disc d'estudi de la banda anglesa Coldplay. Existeixen diverses versions oficials de la cançó, incloent una del vocalista Chris Martin en solitari amb l'acompanyament d'un piano, i també una versió amb la col·laboració del raper estatunidenc Jay-Z.

## Informació
Tot i que la crítica va valorar positivament la cançó, a nivell comercial no tingué la mateixa repercussió que els anteriors senzills. Després de l'actuació del grup junt a Jay-Z en la gala dels Premis Grammy 2009, Coldplay va llançar aquesta versió en directe via iTunes i rebé un nou impuls en les llistes, especialment l'estatunidenca.
Coldplay va compondre la cançó molt abans de començar a treballar en la gravació de l'àlbum, però no es va finalitzar realment fins que s'hi van dedicar realment. Posteriorment van revelar que es van inspirar en la cançó "Sing", del grup també anglès Blur (1991), quan la van escoltar en els camerinos d'un concert que havien de realitzar a Detroit. Com en la majoria de les cançons del disc, "Lost!" també utilitza diversos instruments exòtics per tal de presentar un so diferent als anteriors treballs.
Coldplay va editar diverses cançons amb algunes variacions de "Lost!":
- "Lost?" és una gravació separada de la cançó només amb la veu de Chris Martin i un piano. Fou llançada inicialment com a cara-B de "Violet Hill", posteriorment com a cançó extra de la versió japonesa i d'iTunes de Viva la Vida or Death and All His Friends, i finalment en l'EP digital de "Lost!".
- "Lost+" inclou una secció de rap realitzada per Jay-Z. Fou estrenada en el programa BBC Radio 1 el 16 d'octubre de 2008. Fou inclosa en l'EP digital de "Lost!" i en l'EP Prospekt's March.[3][4] Coldplay i Jay-Z van interpretar aquesta versió en la gala de Premis Grammy 2009.
- "Lost-" és una cançó instrumental, una versió idèntica de "Lost!" sense veus.
- "Lost@" és una gravació de la cançó realitzada en directe al United Center de Chicago el 22 de juliol de 2008.

El senzill fou llançat com a CD promocional el setembre de 2008, però, oficialment, Coldplay va publicar l'EP digital amb quatre cançons de "Lost!" el 10 de novembre de 2008. La crítica va valorar força bé la cançó, fins i tot alguns mitjans la van destacar més que algun dels anteriors senzills de l'àlbum. Tanmateix, comercialment no va tenir el mateix èxit que aquests, al Regne Unit no va superar la posició 54 i als Estats Units la 94, però cal tenir en compte que només estava disponible en forma descàrrega digital i no físicament. Després d'interpretar en directe la cançó en la gala dels Grammy Awards 2009 fent duet amb el raper estatunidenc Jay-Z, Coldplay va llançar aquesta versió exclusivament per iTunes. Les vendes digitals es van esperonar, i com a resultat, "Lost!" va reentrar a la llista estatunidenca de senzills fins a la posició 40.
El videoclip de "Lost!" fou llançat el 26 de setembre de 2008 i mostra una actuació en directe realitzada per Coldplay al United Center de Chicago. Fou filmat i dirigit per Mat Whitecross. Posteriorment també van llançar una versió alternativa per "Lost+", on l'actuació és la mateixa però l'angle de la càmera és diferent i a més, es va afegir la interpretació de Jay-Z digitalment. A l'octubre de 2008, Coldplay va muntar un concurs, en el qual els seus seguidors de tot el món podien enviar els mateixos videoclips casolans per la versió "Lost?" en acústic. La participació es va tancar l'1 de desembre de 2008 i els membres del grup van escollir els finalistes per designar el guanyador quatre dies després. Aquest fou premiat amb un parell de tiquets "ultra-VIP" per assistir al seu espectacle realitzat al The O2 Arena de Londres el desembre de 2008. Coldplay va penjar els videoclips dels dos finalistes en el seu web oficial.

## Llista de cançons
Descàrrega digital (EP)
1. "Lost!" – 3:55
2. "Lost?" – 3:42
3. "Lost@" (Directe al United Center) – 3:55
4. "Lost+" (feat. Jay-Z) – 4:16

CD promocional 3-cançons
1. "Lost!" (Versió àlbum) – 3:58
2. "Lost?" (Versió acústica) – 3:42
3. "Lost-" (Versió instrumental) – 3:59

CD promocional 2-cançons
1. "Lost+" (feat. Jay-Z) – 4:18
2. "Lost@" (Directe al United Center) – 3:57